# Classe Delhi
La classe Delhi, également connue sous le nom de Projet 15, est une classe de destroyers à missiles guidés construite pour la marine indienne. Les trois navires formant la classe sont les plus grands navires construits en Inde au moment de leur mise en service. Les navires ont été construits par le chantier naval Mazagon pour un coût de 370 millions de dollars américains [unité] en 2023.

## Développement
La conception et le développement de la classe commencent sous le nom de « Projet 15 » en 1980. Initialement, les navires devaient être intégrés dans la classe Godavari avec l'ajout de lance-roquettes ASM RBU-6000 et d'une propulsion par turbine à gaz. En 1983, une offre soviétique visant à équiper les navires de turbines à gaz réversibles et de systèmes d'armes modernes mène à une refonte du projet, passant de frégates de 3 500 tonnes à des destroyers de 6 300 tonnes. La Direction navale achève la conception vers le milieu des années 1980. Des tests sur modèles sont réalisés à la SSPA, en Suède, en 1985, et parallèlement à l'Institut Krylov, en Union soviétique, en 1986. Le bureau d'études Severnoye fournit des éléments de conception pour l'artillerie et les ensembles de propulsion. Le système d'interface de brouillage pour la compatibilité électromagnétique est fourni par les Soviétiques. Cependant, la dislocation de l'URSS affecta l'approvisionnement en systèmes d'armes, contribuant à un retard de trois ans dans la construction des navires.

## Navires de la classe
| Nom    | N° de fanion | Constructeur           | Pose de la quille | Lancement        | Commission       | Port d'attache | Statut |
| ------ | ------------ | ---------------------- | ----------------- | ---------------- | ---------------- | -------------- | ------ |
| Delhi  | D61          | Chantier naval Mazagon | 14 novembre 1987  | 1er février 1991 | 15 novembre 1997 | Mumbai         | Actif  |
| Delhi  | D61          | Chantier naval Mazagon | 14 novembre 1987  | 1er février 1991 | 15 novembre 1997 | Visakhapatnam  | Actif  |
| Mysore | D60          | Chantier naval Mazagon | 2 février 1991    | 4 juin 1993      | 2 juin 1999      | Mumbai         | Actif  |
| Mysore | D60          | Chantier naval Mazagon | 2 février 1991    | 4 juin 1993      | 2 juin 1999      | Visakhapatnam  | Actif  |
| Mumbai | D62          | Chantier naval Mazagon | 14 décembre 1992  | 20 mars 1995     | 22 janvier 2001  | Visakhapatnam  | Actif  |